# Hörbich
Hörbich település Ausztriában, Felső-Ausztria tartományban, a Rohrbachi járásban , területe 11 km².

## Fekvése
Tengerszint feletti magassága 570 méter. Hörbich Sarleinsbach, Arnreit, Altenfelden, Lembach im Mühlkreis, Putzleinsdorf és Atzesberg településekkel határos.

## Népesség
Lakosainak száma 420 fő (2018. január 1.).